# ISO 3166-2:BI
ISO 3166-2:BI és el subconjunt per a Burundi de l'estàndard ISO 3166-2, publicat per l'Organització Internacional per Estandardització (ISO) que defineix els codis de les principals subdivisions administratives.
Actualment per a Burundi, l'estàndard ISO 3166-2, està format per 17 províncies.
Cada codi es compon de dues parts, separades per un guió. La primera part és BI, el codi ISO 3166-1 alfa-2 per a Burundi. La segona part són dues lletres.

## Codis actuals

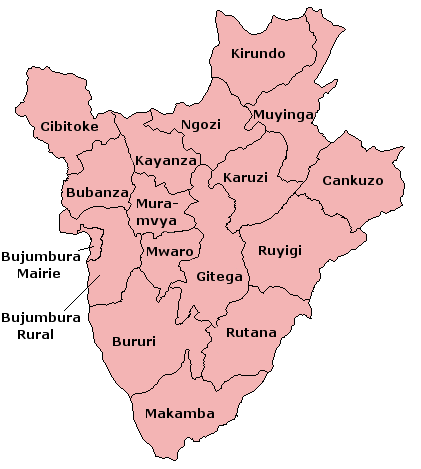
Províncies de Burundi

Els noms de les subdivisions estan llistades segons l'ISO 3166-2 publicat per la "ISO 3166 Maintenance Agency" (ISO 3166/MA).
| Codi  | Nom de la subdivisió (rn), (fr) |
| ----- | ------------------------------- |
| BI-BB | Bubanza                         |
| BI-BM | Bujumbura Mairie                |
| BI-BL | Bujumbura Rural                 |
| BI-BR | Bururi                          |
| BI-CA | Cankuzo                         |
| BI-CI | Cibitoke                        |
| BI-GI | Gitega                          |
| BI-KR | Karuzi                          |
| BI-KY | Kayanza                         |
| BI-KI | Kirundo                         |
| BI-MA | Makamba                         |
| BI-MU | Muramvya                        |
| BI-MY | Muyinga                         |
| BI-MW | Mwaro                           |
| BI-NG | Ngozi                           |
| BI-RT | Rutana                          |
| BI-RY | Ruyigi                          |